# Coptochirus reticulatus
Coptochirus reticulatus är en skalbaggsart som beskrevs av Bordat 1989. Coptochirus reticulatus ingår i släktet Coptochirus och familjen Aphodiidae. Inga underarter finns listade i Catalogue of Life.